# Троицкое (Покровский район, Орловская область)
Троицкое — деревня в Покровском районе Орловской области России.
Входит в состав Столбецкого сельского поселения.

## География
Расположена на правом берегу реки Липовец, восточнее деревни Протасово, с которой соединена просёлочной дорогой.
В Троицком имеется одна улица: Кольцевая.

## Население
| 2010 |
| ---- |
| 14   |